# System 2
System 2 МФА: [ˈsɪstəm tu], також згадується як Macintosh System Software (версій 0.3 і 0.5) — пропрієтарна графічна операційна система, випущена американською компанією Apple в 1985 році. Наступниця System 1, випущеної в 1984 році, є другою за рахунком у лінійці класичної Mac OS.
Найважливішим покращенням у цьому випуску є значне збільшення продуктивності, порівняно з попередньою версією. Файловий менеджер Finder отримав різні покращення та виправлення помилок. Команди Put Back і Close All були видалені, натомість додані New Folder, Print Catalogue, Use MiniFinder та Shut Down. При перетягуванні піктограми диска в кошик останній видалявся.
Через чотири місяці після виходу у вересні того ж року System 2 отримала велике оновлення до версії 2.1, в якому з'явилася підтримка файлової системи HFS і жорсткого диска Hard Disk 20.